# اوه یون آه (بازیگر، زاده ۱۹۸۱)
اوه یون آه (کره‌ای: 오연아؛ زادهٔ کیم می ئه در ۱ دسامبر ۱۹۸۱) بازیگر اهل کره جنوبی است که به عنوان نقش مکمل در فیلم‌ها و مجموعه‌های تلویزیونی ایفای نقش کرده است.

## فیلم‌شناسی

### مجموعه تلویزیونی
| سال  | عنوان                         | نقش                                          | توضیحات               | منابع  |
| ---- | ----------------------------- | -------------------------------------------- | --------------------- | ------ |
| ۲۰۰۹ | دوست، افسانه ما               |                                              |                       | [ ۴ ]  |
| ۲۰۱۲ | مراقب ما باش، کاپیتان         | جونگ سون ئه                                  | مهمان                 | [ ۵ ]  |
| ۲۰۱۲ | ۱۲ علامت عشق                  |                                              |                       | [ ۶ ]  |
| ۲۰۱۲ | کی‌بی‌اس تی‌وی ناول: عشق، عشق من |                                              |                       | [ ۷ ]  |
| ۲۰۱۶ | سیگنال                        | یون سو آه                                    | مهمان، قسمت ۱–۲       | [ ۸ ]  |
| ۲۰۱۶ | قمارباز سلطنتی                | جانگ اوک جونگ                                |                       | [ ۹ ]  |
| ۲۰۱۶ | همسر خوب                      | لی سو یون                                    |                       | [ ۱۰ ] |
| ۲۰۱۶ | زنی با یک چمدان               | هان جی وون                                   |                       | [ ۳ ]  |
| ۲۰۱۶ | پدر ازت مراقبت می‌کنم          | هان جونگ هوا                                 |                       | [ ۱۱ ] |
| ۲۰۱۶ | افسانه دریای آبی              | کانگ سو هی / کانگ جی هیون / هونگ نان (جوانی) |                       | [ ۱۲ ] |
| ۲۰۱۷ | صدا                           | هو جی هه                                     | مهمان، قسمت ۱         | [ ۱۳ ] |
| ۲۰۱۷ | مدافع                         | جنیفر لی                                     | مهمان، قسمت ۷–۸       | [ ۱۴ ] |
| ۲۰۱۷ | زن باوقار                     | بک جو کیونگ                                  |                       | [ ۱۵ ] |
| ۲۰۱۷ | ادیسه کره‌ای                   | ایگرت                                        | مهمان، قسمت ۱۶        |        |
| ۲۰۱۸ | مادر مخفی                     | کانگ هه کیونگ                                |                       | [ ۱۶ ] |
| ۲۰۱۸ | شاهزاده صد روزه من            | ملکه پارک                                    |                       |        |
| ۲۰۱۸ | کشیش                          | شین می یون                                   |                       | [ ۱۷ ] |
| ۲۰۱۹ | نجاتم بده ۲                   | جین سوک                                      |                       |        |
| ۲۰۲۳ | گوکدو: فصل خدا                | جی سو یون                                    |                       | [ ۱۸ ] |
| ۲۰۲۳ | از گور برخاسته                | چوی مان وول                                  | حضور افتخاری (قسمت ۲) | [ ۱۹ ] |